# Seseli altissimum
Seseli altissimum är en flockblommig växtart som beskrevs av Mikhail Grigoríevič Popov. Seseli altissimum ingår i släktet säfferötter, och familjen flockblommiga växter. Inga underarter finns listade i Catalogue of Life.